# Bánffy Albert (főispán)
Losonci báró Bánffy Albert (Válaszút, 1818. május 11. – Kolozsvár, 1886. február 1.) kamarás, főispán, országgyűlési képviselő.

## Életrajza
Bánffy György báró és Bája Mária (1786–1871) fia volt. Császári és királyi kamarás, valamint Kraszna vármegye főispánja volt. A kolozsvári református egyházmegye főgondnoka, és a Deák-párt tagja. A kortársak a leggazdagabb erdélyi mágnások közé sorolták. A gazdasági életben a Magyar Keleti Vasúttársaság alelnökeként, a Magyar Földhitel Részvénytársaság és az Egyesült Erdélyi Takarékpénztár választmányi tagjaként inkább csak tiszteletbeli szerepet játszott.

## Családja
Feleségétől, Esterházy Ágnestől hat gyermeke született: 
- Ádám (1847–1887), a kolozsvári hitelbank-egyesület és az erdélyi takarékpénztár elnöke, az erdélyi közművelődési egyesület alelnöke. Neje Wesselényi Mária (1850-1922)
- Ágnes (1848–1925), Wesselényi Miklós neje
- Cecília (1849–1924), zeykfalvai Zeyk Dánielné
- Irma Mária (1852-1875), Bánffy Györgyné
- György (1853-1889), politikus, író, zeneszerző. Felesége gróf Bethlen Margit
- Farkas (1856–1905), felesége avasújvárosi Újvárossy Mária

## Munkája
- Erdély viszonyai. Kolozsvár, 1872